# 分类账

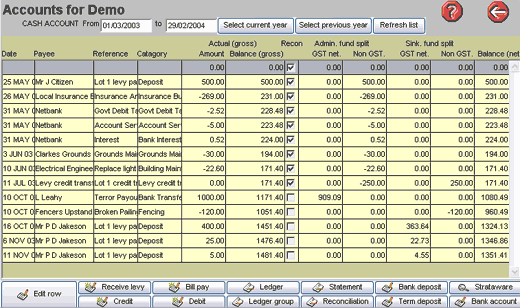
总分类账

分类账指用来登记交易訊息的账本。分类账的每一个账户都会有一个初始余额，交易分录，以及期终余额。一间公司的财务报表通常由分类账的摘要总计（Summary Total）中的訊息提取而成。